# Hypo Real Estate
Pour les articles homonymes, voir HRE.
Hypo Real Estate (HRE) est une banque allemande spécialisée dans le financement de l'immobilier, qui faisait partie de l'indice DAX. Son siège est à Munich.

## Crise des subprimes
Le 28 septembre 2008, dans le cadre de la crise des subprimes, Hypo Real Estate, est sauvée de la faillite par un consortium de banques allemandes associé au gouvernement. Mais le 4 octobre, le consortium retire son offre de soutien - dont le montant représentait 35 milliards d'euros, jugeant son coût total plus élevé que prévu et la banque a été entièrement nationalisée en 2009.